# The Hollow Men
The Hollow Men (1925) is een gedicht van T.S. Eliot. Het bestaat uit vijf delen en telt 98 regels waarvan de laatste vier mogelijk de meest geciteerde zijn van Eliots poëzie.
De laatste strofe luidt:
This is the way the world ends
This is the way the world ends
This is the way the world ends
Not with a bang but a whimper.
Het gedicht heeft onder andere referenties aan het Onzevader (in de structuur en zinnen als "For Thine is the Kingdom"), Shakespeares Julius Caesar en Joseph Conrads An Outcast of the Islands ("Life is very long").